# Morze Libijskie
Morze Libijskie (gr. Λιβυκό Πέλαγος) – akwen w południowej części Morza Śródziemnego, między wyspą Kithirą, wybrzeżem Krety i wyspą Karpatos a wybrzeżem Libii z drugiej strony. 